# Колтовський Ігор Анатолійович
Ігор Анатолійович Колтовський (нар. 18 червня 1972, Краснодон, Луганська область) — український актор театру й кіно, театральний режисер і педагог. Художній керівник київського театру-студії «Саквояж» (з 2003). Лауреат кінопремії «Золота дзиґа» за найкращу чоловічу роль другого плану у фільмі «Погані дороги» (2020), виконавець однієї з головних ролей у телесеріалі «Перевізниця» (2024).

## Життєпис
Народився 18 червня 1972 року в Краснодоні (нині Сорокине). У 1991 році закінчив Дніпропетровське державне театральне училище, курс Зої Селенкової.
У 1991—1997 — був актором Львівського російського драматичного театру Прикарпатського військового округу. У 1997—2000 — працював у Великолуцькому драматичному театрі в місті Великі Луки в Росії. У 2000—2001 був актором Київського театру юного глядача на Липках. З 2003 року працює художнім керівником та режисером театру-студії «Саквояж» у Києві.
2004 року закінчив Київський державний університет театру, кіно та телебачення ім. Івана Карпенка-Карого (курс Сергія Данченка та Костянтина Дубініна), здобувши освіту режисера драматичного театру.
Паралельно з роботою в театрі-студії «Саквояж», з 2004 року знімається у художніх фільмах і телесеріалах. Зокрема, відомий виконанням ролі директора школи у фільмі «Погані дороги» (2020), за який він здобув кінопремію «Золота дзиґа» за найкращу чоловічу роль другого плану, та виконанням ролі Дмитра, чоловіка головної героїні, у телесеріалі «Перевізниця» (2024).

## Фільмографія
Серіал
- 2004 — Попіл Фенікса
- 2005 — Золоті хлопці
- 2005 — Пошуки кохання
- 2008 — Рідні люди
- 2009 — Чужі помилки
- 2009 — За законом
- 2010 — Єфросинья
- 2010 — Маршрут милосердя
- 2011 — Повернення Мухтара-7
- 2011 — Собаче життя
- 2014 — Особиста справа
- 2015 — Володимирська, 15
- 2018 — Серце слідчого
- 2019 — Таємниці
- 2020 — І будуть люди — Григорій Гінзбург
- 2024 — Перевізниця — Дмитро

Художній фільм
- 2004 — Я тебе люблю!
- 2017 — Червоний — Тайга
- 2018 — Коли падають дерева
- 2019 — 11 дітей з Моршина
- 2020 — Погані дороги — директор школи

## Робота у театрі

### Театральні ролі
Львівський російський драматичний театр Прикарпатського військового округу (Львів, Україна)
- «Чарівник Смарагдового міста» — Залізний Дроворуб
- «День народження кота Леопольда» — Леопольд
- «Азалія для Давида» — Матє
- 1992 — «Привиди» Генріка Ібсена; Анатолій Кравчук — Освальд[1]
- «Трактирниця» — Фабриціо
- «Поминальна молитва» — Перчик
- «Сповідь колишнього зека» — Інтелігент
- «Шельменко-денщик» — Скворцов
- «Одруження» — Підколісин
- «Зойкіна квартира» — Аболянінов
- «Фантазії Фарятьєва» — Фарятьєв

Великолуцький драматичний театр (Великі Луки, Росія)
- «Мурлін Мурло» (Олексій)
- «Божевілля кохання» (Садівник)
- «Острів нашої любові та надії» (Сан Санич)
- «Чарівна ялинка» (Кощій)
- «Версія» (Сальєрі)
- «Без вини винні» (Незнамов)
- «Принцеса Турандот» (Труффальдіно)
- «Таємничий гіпопотам» (Кролик Костянтин)
- «Пікова дама» (Томський)

Київський академічний театр юного глядача на Липках (Київ, Україна)
- «Міщанин у дворянстві» (Ков'єль) та ін.

### Театральні постановки
Великолуцький драматичний театр (Великі Луки, Росія)
- 1999 — Пікова дама (режисер з пластики)
- 2004 — Вб'ємо чоловіка?

Театр-студія «Саквояж» (Київ, Україна)
- 2005 — Зимова казка
- 2006 — Баранкін, будь людиною!
- 2007 — Я хочу братика!
- 2008 — Ти. Я. Море…
- 2009 — Час тепла
- 2010 — Зимова казка[2]
- 2011 — Час тепла[3]
- 2012 — Lopotuhin's dreams[4]
- 2013 — Янгол[5]
- 2014 — Полустанок[6]
- 2015 — Дід Мороз та літо[7]
- 2017 — Акакій[8]
- 2018 — Коли я знову стану маленьким[9]

### Робота в рекламі
- «Life. Мобільне ТБ»
- «Альказельцер»
- «Алло. Sony Ericsson»
- «Bonux»

## Нагороди
- Лауреат Міжнародного Брянцевського театрального фестивалю (Санкт-Петербург, 2006, 2008)
- Лауреат Всеукраїнського театрального фестивалю «Маски Мельпомени» (Харків, 2007, 2011, 2013).
- Лауреат Національної кінопремії «Золота дзиґа» за найкращу чоловічу роль другого плану у х/ф «Погані дороги» (Київ, 2021)
- Премія «Чорний лотос» за головну чоловічу роль у виставі «Військовий концерт» (Театр Драматургів, реж. Анастасія Сегеда) (Київ, 2024)